# 田原しげる
田原 しげる（たばら しげる、1944年3月1日 - ）は、声帯模写を得意とする芸人。東京都出身。

## 人物
1964年浅草松竹演芸場にてデビュー。元東京演芸協会理事。主なレパートリーとして美川憲一、森進一、奥村チヨがある。また、競馬の実況中継もレパートリーとしており、ハイセイコーから現在のレースまで面白おかしく実況する。2004年には、東京演芸協会の伏見知か志、名和美代児、原一平、ぶるうたすの5人で、ものまねキングスを結成。